# Weinmannia mariquitae
Weinmannia mariquitae är en tvåhjärtbladig växtart som beskrevs av Szyszyl.. Weinmannia mariquitae ingår i släktet Weinmannia och familjen Cunoniaceae. Inga underarter finns listade i Catalogue of Life.